# Gare d’Ambazac
Gare d’Ambazac vasútállomás Franciaországban, Ambazac településen.

## Vasútvonalak
Az állomást az alábbi vasútvonalak érintik:
- Orléans–Montauban-vasútvonal

## Kapcsolódó állomások
A vasútállomáshoz az alábbi állomások vannak a legközelebb:
- Gare de La Jonchère (Gare des Aubrais - Orléans, Orléans–Montauban-vasútvonal)
- Gare des Bardys (Gare de Montauban-Ville-Bourbon, Orléans–Montauban-vasútvonal)
- Gare de Limoges-Bénédictins